# 托米斯拉夫·布蒂纳
托米斯拉夫·布蒂纳（1974年3月30日—），克罗地亚男子足球运动员，场上位置是守门员。他曾代表克罗地亚参加2002年和2006年国际足联世界杯，及2004年欧洲足球锦标赛。